# Oeax petriclaudii
Oeax petriclaudii es una especie de escarabajo longicornio del género Oeax, subfamilia Lamiinae. Fue descrita científicamente por Quentin & Villiers en 1981.
Se distribuye por Etiopía. Posee una longitud corporal de 9,5 milímetros. El período de vuelo de esta especie ocurre en el mes de noviembre.